# Pimbo
Pimbo település Franciaországban, Landes megyében. Lakosainak száma 198 fő (2022. január 1.). Pimbo Clèdes, Lacajunte, Lauret, Miramont-Sensacq, Philondenx, Puyol-Cazalet, Arzacq-Arraziguet és Poursiugues-Boucoue községekkel határos.

## Népesség
A település népességének változása:
| Lakosok száma | 229  | 195  | 181  | 184  | 202  | 211  | 210  | 205  | 203  | 198  |
|               | 1968 | 1982 | 1990 | 2006 | 2013 | 2015 | 2017 | 2019 | 2020 | 2022 |